# NGC 6098
NGC 6098 ist eine elliptische Galaxie vom Hubble-Typ E3 im Sternbild Herkules am Nordsternhimmel. Sie ist schätzungsweise 427 Millionen Lichtjahre von der Milchstraße entfernt und hat einen Durchmesser von etwa 205.000 Lichtjahren. Gemeinsam mit NGC 6099 bildet sie das gravitativ gebundene, isolierte Galaxienpaar KPG 493.
Im selben Himmelsareal befinden sich unter anderem die Galaxien PGC 57692, PGC 57693, PGC 57645, PGC 1593260.
Das Objekt wurde am 24. April 1867 von Truman Henry Safford entdeckt.